# ゴンベ (ナイジェリア)
ゴンベ(Gombe)はナイジェリア北東部のゴンベ州の州都。
2006年の人口は約26.2万人。

ゴンベ州の殆どを占めるゴンベ首長国の首都でもある。

ダディン・コワ・ダムが有る。

## 民族
フラニ族が州人口の半分以上を占める。少数民族にはハウサ人、ボレワ人、テラ人、タンガレ人、ワジャ人、カヌリ人が居る。

## 交通

### 空港
- ゴンベ・ラワンティ国際空港（英語版）

### 鉄道
- ゴンベ線（英語版）

## 文化・教育
- ゴンベ州立大学（英語版）
- パンタミ競技場（英語版）
- アブバカル・ウマル記念競技場（英語版）
- ゴンベ・ユナイテッドF.C.（英語版）

## 歴史
1804年、ゴンベ首長国が建国した。
1884年、ニジェール海岸保護領に併合された。
1900年、北部ナイジェリア保護領に併合された。
1914年、英領ナイジェリア植民地に併合された。
1960年、ナイジェリアがイギリスから独立した。
ゴンベは北部州に編入された。
1967年、北東部州に編入された。
1976年、バウチ州に編入された。
1996年、ゴンベ州に編入され、州都になった。
2014年6月、現在の首長のアブバカル・シェフ・アブバカル3世が即位した。
2014年12月22日、バス停でボコ・ハラムが自爆テロを起こし、20人以上が殺害された。en: 2014 Gombe bus station bombing

2015年1月1日、教会の大晦日礼拝で自爆テロが起き、数人が負傷した。

2015年1月14日、モスクで自爆テロが発生し、2人が殺害され14人が負傷した。

2015年2月1日、2度の爆発で5人が殺害された。

2015年2月2日、グッドラック・ジョナサン大統領の演説数分前に、女性が自爆テロで1人を殺害し、18人を負傷させた。

2015年2月14日、ボコ・ハラムの戦闘員数百人が検問所を突破して市内に侵入・襲撃した。
彼らは銃を乱射し、来月の大統領選挙に行かないよう脅迫した。

2015年4月2日、バス停で爆発が発生し、5人が殺害され十数人が重傷を負った。

2015年7月17日、2回の自爆テロで49人が殺害された。